# 宾州州立尼塔尼雄狮美式橄榄球队1881年赛季
宾州州立尼塔尼雄狮美式橄榄球队1881赛季是宾州州立大学校史上记载的第一个美式橄榄球赛季。在这一赛季的唯一一场比赛中，宾州州立以9-0击败了巴克奈尔大学（时称刘易斯堡大学）。尽管曾被认为是两所学校各自校史上的第一场美式橄榄球比赛，这场比赛如今被认为只是一次非官方的活动。宾州州立大学在1882年至1886年间没有组织美式橄榄球队参加比赛。
尽管标题包含尼塔尼雄狮，宾州州立实际上直到1907年才开始使用其作为吉祥物。

## 赛程
| 11月12日 | 刘易斯堡大学 | 客 | 宾夕法尼亚州刘易斯堡 | 胜 9–0 |  |  |  |  |  |
|          |              |    |                      |        |  |  |  |  |  |